# The Beatles’ Hits
The Beatles’ Hits ist eine am 6. September 1963 veröffentlichte EP der britischen Rockband The Beatles. Es war die zweite EP der Beatles, die auf Parlophone (Katalognummer GEP 8880) veröffentlicht wurde. Vier Lieder waren zuvor bereits auf Singles, zwei außerdem auf dem Album Please Please Me, erhältlich gewesen. Die EP erschien ausschließlich in Mono.

## Hintergrund
Ursprünglich war The Beatles’ Hits von ihrer Plattenfirma als erste EP-Veröffentlichung der Beatles vorgesehen, aber die Nachfrage nach der Beatles-Version von Twist and Shout sorgte für eine Verschiebung des Termins. Stattdessen kam zunächst Twist and Shout in die Läden und sorgte für Verkaufsrekorde. Die zweite EP kam so später als geplant, im September statt im Juli 1963, auf den Markt. Sie erreichte zwar nicht die Verkaufszahlen der ersten EP, belegte aber trotzdem drei Wochen lang den ersten Platz der EP-Charts des Record Retailer. Insgesamt hielt sich The Beatles’ Hits 43 Wochen in den EP-Charts, davon 19 Wochen in den Top-3. In den Singles-Charts kam die EP bis auf Platz 14 im Melody Maker und bis auf Platz 17 im New Musical Express (NME).
In Deutschland wurde die EP am 20. September 1963, ebenfalls unter der Bezeichnung The Beatles Hits (Katalognummer: Odeon O 41598), mit einem anderen Cover veröffentlicht.

## Covergestaltung
Das Coverfoto wurde von Angus McBean aufgenommen, der ebenfalls das Coverfoto des Albums Please Please Me aufgenommen hatte.

## Titelliste
Drei Lieder dieser EP waren als A-Seiten der ersten drei britischen Beatles-Singles erschienen. Thank You Girl war die B-Seite der dritten Single.
Seite 1
1. From Me to You (McCartney/Lennon) a – 1:56
  - Erstmals veröffentlicht als A-Seite der dritten britischen Single mit der B-Seite Thank You Girl.
2. Thank You Girl (McCartney/Lennon) – 2:01
  - Erstmals veröffentlicht als B-Seite der dritten britischen Single mit der A-Seite From Me to You.

Seite 2
1. Please Please Me (McCartney/Lennon) – 2:03
  - Bereits die dritte Verwendung dieses Stücks. Erstmals veröffentlicht als A-Seite der zweiten britischen Single mit der B-Seite Ask Me Why. Später auch als Titelstück des Debütalbums als Track 7 der ersten Seite auf dem Album Please Please Me verwendet.
2. Love Me Do (McCartney/Lennon) – 2:22
  - Dritte Verwendung des Stücks, aber erst die zweite Veröffentlichung dieser Version. Es handelt sich hier nicht um die A-Seiten-Fassung der ersten britischen Single (B-Seite: P.S. I Love You), sondern um die Fassung, die als Track 1 von Seite 2 des Albums Please Please Me erschienen war. Der wesentliche Unterschied der Versionen besteht darin, dass bei der Single-Version Ringo Starr das Schlagzeug spielte, während bei der Albumfassung die Aufnahme mit dem Studiomusiker Andy White verwendet wurde.

## Wiederveröffentlichungen
Die EP The Beatles’ Hits wurde bis in die 1970er Jahre gepresst. Im Dezember 1981 erschien die EP als Teil des Boxsets The Beatles E.P.s Collection, das alle britischen EPs enthielt. Am 26. Mai 1992 erschien dieses Set mit dem leicht geänderten Titel The Beatles Compact Disc EP. Collection als CD-Ausgabe.